# Kanton Saint-Hippolyte
Der Kanton Saint-Hippolyte war bis 2015 ein französischer Wahlkreis im Département Doubs und in der damaligen Region Franche-Comté. Er umfasste 20 Gemeinden im Arrondissement Montbéliard; sein Hauptort (frz.: chef-lieu) war Saint-Hippolyte. Die landesweiten Änderungen in der Zusammensetzung der Kantone brachten im März 2015 seine Auflösung. Vertreter im conseil général des Départements war zuletzt von 2011 bis 2015 Serge Cagnon.

## Gemeinden
| - Bief - Burnevillers - Chamesol - Courtefontaine - Dampjoux - Fleurey - Froidevaux - Glère - Indevillers - Liebvillers | - Montancy - Montandon - Montjoie-le-Château - Montécheroux - Les Plains-et-Grands-Essarts - Saint-Hippolyte - Soulce-Cernay - Les Terres-de-Chaux - Valoreille - Vaufrey |